# Tienhoven aan de Lek
Tienhoven (51°58′N 4°56′E / 51.967, 4.933) es un poblado en los Países Bajos, en la provincia de Utrecht, que pertenece al municipio de Vijfheerenlanden. Se encuentra a alrededor de 10 km al suroeste de IJsselstein.
La zona estadística Tienhoven, que también puede incluir el campo circundante, tiene una población de alrededor de 230 habitantes.
Tienhoven fue un municipio independiente entre 1817 y 1986, cuando se convirtió en parte de Zederik.

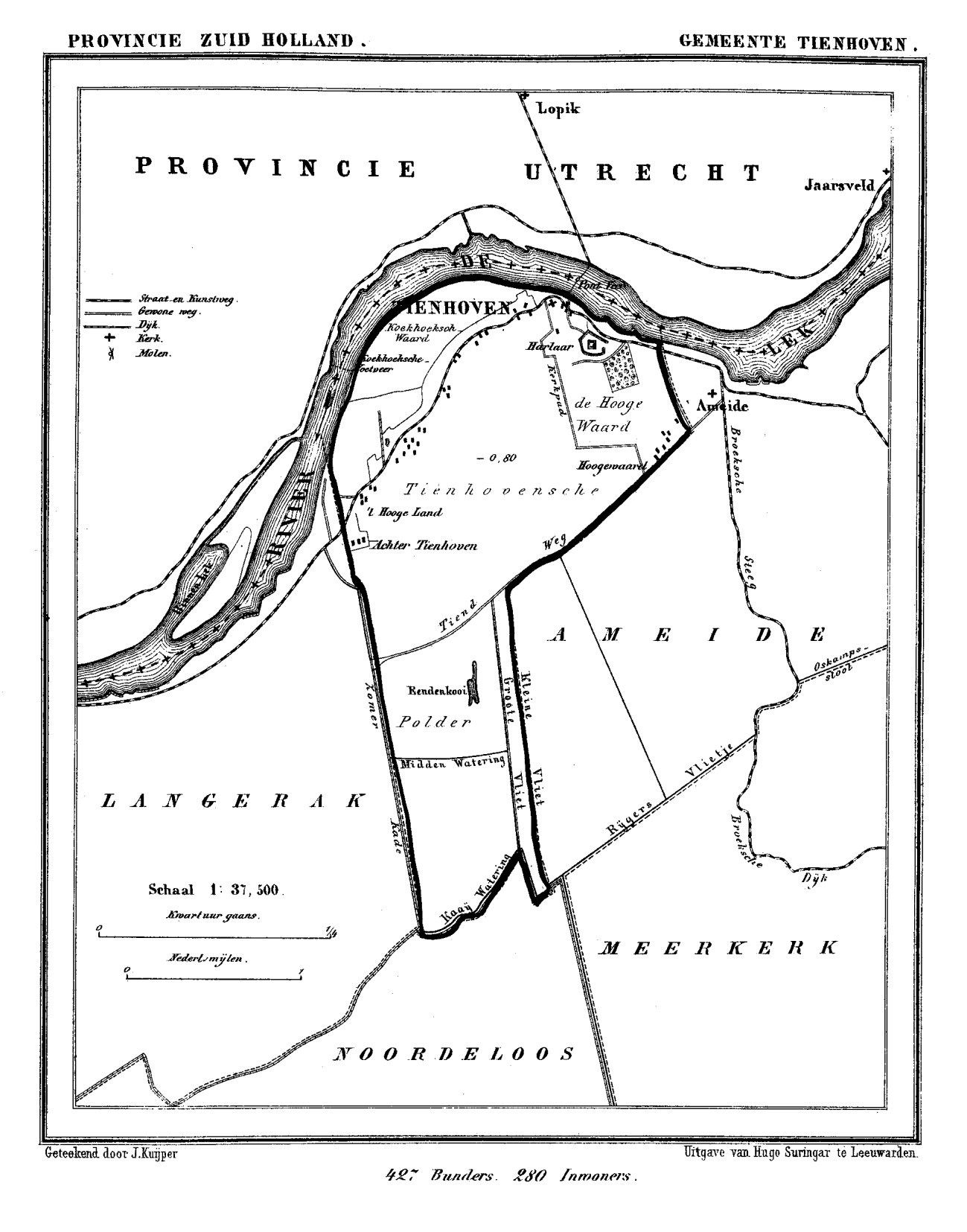
Tienhoven en 1866.